# Prise de Québec en 1629
Guerre franco-anglaise (1627-1629)
Batailles
Siège de Saint-Martin-de-Ré (1627)
Bataille du pont du Feneau (1627)
Siège de La Rochelle (1627-1628)
Bataille de Québec (1629)
La prise de Québec en 1629 est l'invasion de la ville de Québec par des corsaires britanniques mené par David Kirke dans le contexte de la guerre franco-anglaise, ce conflit se déroulant entre 1627 et 1629.